# Stardust (2020)
Stardust is een biopic over de Britse artiest David Bowie uit 2020. De film richt zich op het begin van de jaren '70, toen Bowie optrad onder zijn alter ego Ziggy Stardust. De film is geregisseerd door Gabriel Range volgens een script van Range en Christopher Bell. De rol van Bowie wordt gespeeld door Johnny Flynn, terwijl ook Jena Malone en Marc Maron grote rollen hebben.
Oorspronkelijk zou de film voor het eerst op het Tribeca Film Festival in april 2020 worden vertoond, maar deze werd afgelast vanwege de coronapandemie. In plaats daarvan vond de eerste vertoning plaats op het San Diego International Film Festival op 16 oktober 2020. Op 25 november 2020 ging de film in de Verenigde Staten in de bioscoop in première.

## Plot
Stardust gaat over de eerste tournee van Bowie door de Verenigde Staten in 1971, zijn moeilijke relaties met zijn vrouw Angie en zijn halfbroer Terry Burns, en het ontstaan van zijn personage Ziggy Stardust.

## Rolverdeling
- Johnny Flynn - David Bowie
- Marc Maron - Ron Oberman
- Jena Malone - Angie Bowie
- Derek Moran - Terry Burns
- Anthony Flanagan - Dr. Reynolds
- Julian Richings - Tony DeFries
- Aaron Poole - Mick Ronson
- James Cade - Marc Bolan
- Jeremy Legat - Mick Woodmansey
- Monica Parker - Mrs. Oberman
- Roanna Cocharne - Charlotte Banks
- Jorja Cadence - June Bolan
- Annie Briggs - Jeanie Richardson
- Ryan Blakley - Tom Classon
- Gord Rand - Michael Oberman

## Ontvangst
Stardust kreeg vooral negatieve kritieken. Op Rotten Tomatoes kreeg het een score van 19% op basis van 72 recensies, met een gemiddelde waardering van 4.3/10. Op Metacritic kreeg het een score van 35/100 op basis van 19 recensies.
De film kreeg geen steun van de erven van Bowie, die de makers van de film ook geen toestemming gaven om zijn originele nummers te gebruiken. In plaats hiervan zijn er vooral covers te horen die Bowie in deze periode had opgenomen, waaronder van "I Wish You Would" van The Yardbirds en van "Amsterdam" van Jacques Brel.